# Papa to Kiss in the Dark
Papa to Kiss in the Dark (パパとKISS IN THE DARK?) è una light novel scritta da Ken Nanbara ed illustrata da Sae Momoki, includente molte tematiche gay. Successivamente adattato in anime OAV yaoi nel 2005 in 2 episodi con lo stesso titolo. Il DVD è etichettato come VM16. Nel 2008 ne è stato infine pubblicato un Drama-CD.

## Trama

### Introduzione
Mira è una matricola che si prepara per andar a scuola, è difatti al suo primo giorno al liceo ed è elettrizzato dalla novità: preoccupato di poter far tardi ha chiesto al padre se poteva accompagnarlo, ricevendone rassicurazione. Ma, come c'era da aspettarsi, il padre ha fatto tardi la sera prima ed ora sta beatamente dormendo. Entra nella sua stanza per svegliarlo; viene afferrato improvvisamente per un polso e trascinato sotto le coperte.

### Svolgimento
Mira è innamorato, ma di chi? Ovviamente del giovane, bellissimo ed affascinante padre Kyosuke Munakata, attore di Hollywood. I due sono impegnati in una relazione affettiva molto profonda, ch'è sia sentimentale che sessuale; il ragazzo sembra a volte esser confuso da questo rapporto, tuttavia lotta per esso, per portarlo avanti e condurlo a buon fine.
Una prima difficoltà insorge quando Mira trova casualmente (cercava i documenti d'iscrizione alla scuola che Kyosuke s'era scordato di consegnargli) quelle che a prima vista sembrano proprio delle carte che comprovano la sua avvenuta adozione, quando egli aveva poco più d'un anno, da parte di Kyosuke. Questo fatto provoca un notevole shock per Mira, già timoroso per la dubbia fedeltà da lui dimostrata nei suoi confronti.
Disperato dopo questa scoperta, Mira si lascia andare e ha un rapporto sessuale con Kazuki, che gli confessa il suo amore per lui. Successivamente, Mira gli rivela di essere ancora insicuro, così Kazu lo rassicura di poter aspettare.
Una donna in particolare lo fa preoccupare, la bella attrice Mitsuki Utsunomiya (protagonista dell'ultimo film che ha sbancato i botteghini) la quale, a quanto dicono i giornali di cronaca rosa, sembra intenzionata a sposar Kyosuke. Il fatto d'apprender d'esser stato adottato lo deprime ancor più, facendone aumentar il malumore
Nel frattempo Mira viene anche assiduamente corteggiato da altri 2 suoi compagni, Takayuki del 3 anno (uso a coglier petali di fiori per posarglieli sul capo a mo' di corona) e da Kazuki, suo miglior amico d'infanzia: entrambi dimostrano d'esserne innamorati, ma anche abbastanza invidiosi del fatto che Mira viva a così stretto contatto con un sex symbol come suo padre, ammiratissimo da tutte le donne: un giovane affascinante ed irresistibile non ancora trentenne. Takayuki ama davvero molto Mira, ed in quel periodo è davvero molto occupato a far sì che Mitsuki effettivamente sposi Kyosuke così come si vocifera, di modo che Mira sia finalmente libero dall'influenza di Kyosuke e possa guardar anche fuori ed altrove per trovar un ragazzo (Takayuki pensa ovviamente che quel ragazzo possa esser lui stesso). "Molto probabilmente tuo padre e mia madre si sposeranno", rivela ad un certo punto Takayuki a Mira, "cosicché da fratellastri potremmo aver più possibilità di star soli assieme".
 Sconvolto dalla notizia che il suo primo ed unico amante nonché padre avrebbe davvero potuto sposare Mitsuki, scappa di casa anche la Tv ne parla, Mira comincia davvero a temere di star per perdere definitivamente Kyosuke.
Verrà successivamente a sapere che quest'ultimo è rimasto coinvolto in un incidente sul set dove stava lavorando ed è stato condotto in ospedale: giunge trafelato già terrorizzato dalla possibilità di trovar il padre in gravi condizioni, ma le sue ferite per fortuna sembrano rivelarsi esser di poco conto. Mira viene rassicurato dallo stesso Kyosuke sul fatto che andrà tutto bene. Uscendo dalla stanza d'ospedale dov'era ricoverato, l'assistente del padre lo ferma e gli racconta che in realtà Kyosuke non ha mai davvero tradito Mira, ma ha solo finto di avere un flirt con la collega con l'unico scopo di farlo ingelosire e renderlo così un po'  meno timido durante i suoi frequenti approcci amorosi: insomma la gelosia era solo una scusa per renderlo più intraprendente! Kyosuke in realtà lo ama più di qualsiasi altra cosa al mondo, di ciò deve star sempre certo.

### Conclusione
Mira è seduto a riflettere là nel luogo dove Kyosuke lo conduceva quand'era bambino per giocar e guardar le nuvole passar in cielo. Viene poi raggiunto dal Kyosuke, ormai dimesso felicemente dall'ospedale: questi lo rassicura, non è affatto intenzionato di sposar Mitsuki, questa è solo una trovata pubblicitaria per incrementar ancor più la loro notorietà.
Gli spiega inoltre la verità riguardante i documenti d'adozione da lui trovati: è venuto così a sapere che la famosa attrice Mitsuki è in realtà sua madre e che lei e Kyosuke sono fratello e sorella! Rimasti senza genitori in tenera età si promisero solennemente di prendersi cura l'uno dell'altra incondizionatamente. Mitsuki era rimasta incinta proprio quando gli era arrivata un'offerta da Hollywood; aveva la possibilità di far parte del cast d'un grande kolossal epico. Aveva voluto tenere il bambino, ma poi decise di rinunziare a lui ed affidarlo al fratello minore allora quattordicenne (ma già molto maturo e serio per la sua età). Dopo qualche anno anche Kyosuke divenne famoso. I due avevano sempre evitato di far saper ch'erano in realtà fratelli per non dar adito a pettegolezzi che avrebbero potuto sorgere al riguardo del piccolo Mira: nessuno avrebbe dovuto sapere che Mitsuki era sua madre.
Si consola pensando che l'amante, pur non essendo il suo effettivo padre, biologico abbia comunque un qualche grado di parentela con lui e non sia invece un perfetto estraneo. Rimane pur sempre in fin dei conti suo zio.. e tutto sembra nuovamente volger verso il meglio per la continuazione felice della loro relazione. Nonostante tutte le vicissitudini succedutesi in quell'interminabile giornata il suo amore nei confronti di Kyosuke rimane intatto, anzi accresciuto da un fervore insopprimibile: si ripromette che d'ora in poi sarà molto più audace
Mira deduce quindi d'aver anche un fratello, difatti Takayuki è figlio di Mitsuki quindi suo fratello è innamorato di lui! No, in realtà Mitsuki è solo la sua matrigna.

## Personaggi
- Mira Munakata (宗方実良?, Munakata Mira). Doppiato da Hikaru Midorikawa (giapponese).

16 anni, matricola di liceo. Porta avanti una relazione segreta col giovane padre, biondo attore di Hollywood e molto attivo sessualmente. Si ingelosisce quando pensa che stia frequentando la famosa attrice cinematografica Mitsuki Utsunomiya. Poco dopo scopre che Kyosuke in realtà non è suo padre bensì lo zio; continua comunque ad amarlo con fervore implacabile.
- Kyousuke Munakata (宗方鏡介?, Munakata Kyōsuke). Doppiato da Shinichiro Miki (giapponese).

29 anni, famoso attore, alto, biondo e di bel portamento, occhi incantatori. Egli è il padre di Mira, con cui intrattiene una segreta passione "proibita", tanto romantica quanto sessuale, fin da quando era bambino. Tutto il suo mondo ruota attorno a Mira e fin dalla sua più tenera infanzia s'è dedicato anima e corpo per allevarlo. Accettò di prenderlo in adozione quando aveva appena 14 anni (ma già allora era molto maturo e serio per la sua età) perché sua sorella non voleva perder la possibilità di diventar una stella del cinema.
- Kazuki Hino (日野一樹?, Hiro Kazuki). Doppiato da Susumu Chiba (giapponese).

Il miglior amico di Mira. Sogna di diventare un grande giocatore di calcio ed è innamorato di Mira fin da quando erano piccoli, ma non osa dir nulla in quanto è a conoscenza della relazione che il suo amico intrattiene col padre. Quando scopre che in realtà Kyosuke non è il suo vero padre allora gli confessa i propri sentimenti, ma s'accorge che non sono ricambiati; decide quindi d'aspettare.
- Takayuki Utsunomiya (宇都宮貴之?, Utsunomiya Takayuki). Doppiato da Takehito Koyasu (giapponese).

Studente del 3 anno e presidente del comitato studentesco. Sembra aver un certo debole per Mira: quando il 1º giorno di scuola si perde cercando di trovar quale fosse la sua classe, e si salva proprio tramite l'aiuto di Takayuka, questi inizia a chiamarlo affettuosamente "il povero micino smarrito". È figlio di Mitsuki, la famosa attrice. Provoca sempre la gelosia di Kazuki chiamando Mira con l'appellativo "gattino perduto".
- Shun Sakurai (桜井 シュン?, Sakurai Shun). Doppiato da Yoshiki "Shun" Segi

Amico di Mira sin da quando erano piccoli. Sogna di diventar un chitarrista
- Mitsuki Utsunomiya (宇都宮美月?, Utsunomiya Mitsuki). Doppiata da Masako Katsuki (giapponese).

La sorella maggiore di Kyosuke e madre biologica di Mira. Dopo aver scoperto la sua gravidanza inattesa decide di avere comunque il bambino ma, ricevuta un'offerta di lavoro molto allettante da Hollywood, non vuole perder quest'opportunità e quindi lo lascia al fratello minore il quale se ne prende cura assiduamente e con molto senso materno, accudendolo e riempiendolo d'amore.